# Jacques Rigaut
Pour les articles homonymes, voir Rigaut.
Jacques Rigaut, né le 30 décembre 1898 dans le 7e arrondissement de Paris et mort par suicide le 6 novembre 1929 à Châtenay-Malabry (Seine), est un écrivain dadaïste français.
Fils d'un cadre, Jacques Rigaut est un élève du lycée Montaigne puis du lycée Louis-Le-Grand. En 1916, pendant la Grande guerre, il s'engage volontairement sous les drapeaux sans attendre sa majorité, et se retrouve au front en 1918, au sein de l'artillerie. Après sa démobilisation, il rejoint le groupe dadaïste à Paris, et participe à de nombreuses manifestations du mouvement. Marié à une Américaine, il quitte la France pour les États-Unis d'Amérique en 1923. Bientôt dépendant à l'héroïne et à l'alcool, il rentre seul à Paris, en 1928. Il met fin à ses jours alors qu'il tentait de suivre une cure de désintoxication.
Considéré parfois comme un écrivain sans œuvre, Jacques Rigaut, qui n'a publié que sept très courts textes de son vivant, a pourtant laissé toute une œuvre fragmentaire, composée notamment de nombreux maximes et aphorismes. Le suicide en est un thème récurrent. Ses écrits on été réunis après la mort de l'écrivain par ses amis Raoul Roussy de Sales et Théodore Fraenkel, puis par l'écrivain Martin Kay en 1970.
Admiré par André Breton et Man Ray, habitués aux actes de provocation, il est un des agitateurs les plus actifs du groupe Dada parisien. Sa vie éphémère a fasciné l'écrivain Pierre Drieu La Rochelle à qui elle a inspiré trois récits (La Valise vide, Le Feu Follet, Adieu à Gonzague), dont l'un a été mis en images (Le Feu Follet), par le cinéaste Louis Malle.

## Biographie

### Enfance et adolescence (1899-1916)
« Son enfance avait été pareille à la plupart : rieuse, bruyante, autoritaire. Puis une jeunesse enthousiaste, confiante : n'avait-il pas le monde dans sa main ? »

Fils d'un cadre du grand magasin Le Bon Marché et d'une mère sans emploi, Jacques Rigaut naît le 30 décembre 1898,. Il est d’abord un élève brillant au collège Stanislas, puis au lycée Montaigne, où il obtient un prix de récitation et de français. Il devient passable et dissipé au lycée Louis-le-Grand où il se fait remarquer par son excentricité et côtoie René Chomette, le futur cinéaste René Clair. Il obtient son baccalauréat (série « philosophie » avec la mention passable en 1916, et s'inscrit à la faculté de droit. Il se lie alors d'amitié avec Simone Kahn — future Simone Breton —, que lui présente un ami du lycée, Max François-Poncet.

### Sous les drapeaux (1916-1919)
« Je voudrais, et je pense y réussir, occuper un poste où j'aurais des loisirs, ou voir la guerre. »

En décembre 1916, Rigaut devance l'appel et s'engage dans l'armée afin de pouvoir choisir un secteur moins dangereux. D'abord affecté au service automobile à Paris, il part au front dans l'artillerie lourde, en Lorraine, au début de l'année 1918. Le 17 juin, il est bouleversé d'apprendre la mort au front de François-Poncet. « Je suis effondré, je ne sais plus de quel côté me tourner. Il est probablement irremplaçable et en tout cas ma vie était arrangée avec la sienne, parallèlement. Je suis absolument sans courage. » écrit-il à Simone Kahn. Il présente également, dans une lettre à son frère, cet événement comme « la seule chose qui compte et qui donne à tout le reste sa valeur — c'est-à-dire nulle ».
Après l'armistice, il reste sous les drapeaux jusqu'à sa démobilisation en octobre 1919.

### Dada à Paris (1920-1923)

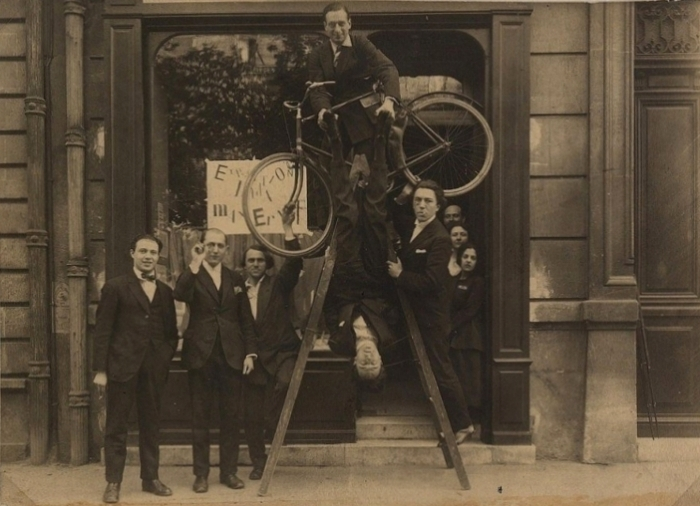
Jacques Rigaut, la tête en bas et suspendu par les pieds par Philippe Soupault, devant la librairie Au sans pareil, le 2 mai 1921

De retour à Paris, il commence à fréquenter les milieux littéraires et devient l'ami de Drieu la Rochelle, qui fera de lui le héros de La Valise vide, puis du Feu follet et de L'Adieu à Gonzague. Il rencontre le peintre mondain Jacques-Émile Blanche, qui l'engage comme secrétaire particulier, une fonction qu'il occupera de 1919 à 1923.
Ses premiers écrits, Propos Amorphes, sont publiés en 1920 dans la revue Action. La même année, il entre en contact avec les membres du groupe Dada, par l'intermédiaire de son amie Simone Kahn. Il publie un texte intitulé simplement « Jacques Rigaut » dans le numéro 17 de Littérature.
Dandy désargenté, vivant chez ses parents, il devient un grand consommateur d’opium, de cocaïne et d'héroïne.

### Séjours à New York et mariage (1923-1927)
Le 17 novembre 1923, Rigaut quitte Paris pour New York. Il publie neuf aphorismes dans The Little Review qui seront ses derniers écrits publiés de son vivant. Lors d'un bref retour à Paris, en octobre 1924, il rencontre Gladys Barber, une jeune Américaine fortunée venue en France pour divorcer, qu’il suit à New York, début 1925. Bien qu'il vive dans des conditions matérielles pénibles, il y fréquente les milieux aisés et élégants, et épouse Gladys Barber le 15 janvier 1926, mais elle le quitte rapidement, en 1927, lassée de sa toxicomanie. 

### Retour à Paris et suicide (1928-1929)
De plus en plus esclave de l'héroïne et de l'alcool, Rigaut vit misérablement à New York jusqu’en novembre 1928, date à laquelle il revient subitement en France et reprend une vie mondaine dans une maison prêtée par le surréaliste Paul Chadourne.
En 1929 il entreprend une série de cures de désintoxication, infructueuses, en clinique à La Malmaison, puis en août à Saint-Mandé. En octobre, il entre dans une maison de repos à Châtenay-Malabry appelée « La Vallée aux loups » (qui fut la maison de Chateaubriand). Après avoir passé une soirée à Paris avec un vieil ami, Jacques Porel, le matin du 6 novembre 1929 Jacques Rigaut rentre à Châtenay-Malabry, où il se suicide d’une balle de revolver tirée en plein cœur. Il est enterré le 9 novembre au cimetière de Montmartre, 32e division, avec sa cousine Marcelle Chantal.

## Œuvre
Jacques Rigaut est parfois considéré comme un « écrivain sans œuvre ». Dans son Histoire de la poésie, Robert Sabatier note que « Jacques Rigaut, sans le poème, appartient à l'histoire de la poésie. » Jacques Rigaut a néanmoins laissé une œuvre fragmentaire, composée de nombreux maximes et aphorismes. Il est ainsi présenté comme un « Chamfort noir » par Gallimard, lors de la publication en 1970 de ses écrits réunis par Martin Kay.
Rigaut n'a publié de son vivant qu'un très maigre corpus de textes courts. L'essentiel est constitué de cinq textes rédigés entre 1920 et 1922 pour Littérature (en comptant la reproduction de son témoignage au Procès Barrès), auxquels s'ajoutent seulement les « Propos amorphes » publiés dans Action et neuf aphorismes laconiques publiés dans la revue américaine The Little Review en 1923.
En 1934, son ami Raoul Roussy de Sales, avec l'aide de Théodore Fraenkel, réunit des textes de Rigaut, parfois inédits, sous le titre Papiers posthumes, publiés par l'éditeur des surréalistes Au sans pareil. L'expérience est renouvelée par Martin Kay en 1970.

## Postérité

### Dans les arts
Le dandysme de Rigaut a charmé Man Ray. Ce dernier affirme qu'il « correspondait à l'idée qu'[il s']était faite du dandy français», et le fait jouer dans un « Cinépoème ».

### Dans la littérature
La vie et l’œuvre de Rigaut ont inspiré les écrivains qui l'ont côtoyé.
Philippe Soupault publie en 1925 En joue !, inspiré par Rigaut.
Pierre Drieu La Rochelle écrit trois récits inspirés de Rigaut, dans lesquels il apparait sous les traits du personnage de Gonzague : la Valise vide (1923), le Feu follet (1931) et Adieu à Gonzague (inédit découvert en 1963).
Tristan Tzara évoque Rigaut dans un poème nostalgique « À haute flamme », publié en 1955 et illustré par Pablo Picasso.
Julien Gracq évoque dans un entretien à propos d'Un beau ténébreux, la fascination que peut exercer autour de lui un homme qui a choisi son suicide. Il met en parallèle le personnage du roman, à Rigaut, puis le cite : « je ferais un très beau mort. Essayez, si vous le pouvez, d’arrêter un homme qui voyage avec son suicide à la boutonnière ».
Il est aussi le sujet d'une nouvelle dans le Recueil  d'Arnaud Cathrine, Début de  Siècles,  " Je serai un grand mort", recueil paru à Verticales  en 2020.

### Au cinéma
Louis Malle se réfère à Jacques Rigaut lorsqu'il tourne en compagnie de Maurice Ronet le film Le Feu follet. Il le cite comme point de départ de ce premier film vraiment personnel austère et essentiel et résume sa situation en décrivant un adolescent à qui la vie d'adulte est impossible  à concevoir et dont le suicide est un choix de vie.

### Dans la culture populaire
Le chanteur Daniel Darc a été profondément marqué par le film de Louis Malle, le roman Le feu follet de Drieu La Rochelle, et par Jacques Rigaut lui-même. Il fait allusion à l'écrivain dans ses chansons « le Feu follet », « La main sur le cœur » et « Mes amis (tour à tour) ». En 2008, il dédie son album Amours suprêmes à Jacques Rigaut.
Dans la série télévisée américaine Criminal Minds (Esprits criminels) — dont tous les épisodes commencent et se terminent par une citation — l'épisode 4 de la saison 1, intitulé Plain Sight (Les Yeux dans les yeux), commence par cette citation traduite de Jacques Rigaut : « Don't forget that I cannot see myself. My role is limited to being the one that looks in the mirror. » (« N'oubliez pas que je ne peux pas voir qui je suis, et que mon rôle se limite à être celui qui regarde dans le miroir. »)[réf. nécessaire].

## Liste des œuvres

### Textes
- « Propos amorphes », Action, no 4,‎ juillet 1920, p. 30-31
- « Jacques Rigaut », Littérature, no 17,‎ décembre 1920, p. 5-8 (lire sur Wikisource)
- « Roman d'un jeune homme pauvre », Littérature, no 18,‎ mars 1921, p. 18-20 (lire sur Wikisource)
- « Fable », catalogue du Salon Dada, 6-30 juin 1921, p. 6
- « Mae Murray », Littérature (nouvelle série), no 1,‎ mars 1922, p. 18 (lire sur Wikisource)
- « Un brillant sujet », Littérature (nouvelle série), no 2,‎ avril 1922, p. 20-21 (lire sur Wikisource)
- « Lignes », The Little Review,‎ automne-hiver 1923-1924, p. 54 (lire sur Wikisource)

### Œuvres plastiques
- Quoi, Qui, Quand, trois tableaux exposés au salon Dada de 1921.

### Cinéma
- Emak Bakia. Film 35 mm, noir et blanc. Durée 7 minutes. Cinépoème réalisé par Man Ray. Interprété par Rose Wheeler, Kiki et Jacques Rigaut. 1926.

### Publications posthumes
- Lord Patchogue. La Nouvelle Revue Française n°203, août 1930, Paris. Réédition Les éditions du Chemin de fer, 2011, avec des illustrations de Frédéric Malette et une postface de Jean-Luc Bitton.
- Papiers Posthumes. Au sans pareil, février 1934, Paris.
- Agence Générale du Suicide. Jean-Jacques Pauvert, 1959, Paris.
- Agence Générale du Suicide. Éric Losfeld, Le Terrain vague, 1967, Paris.
- Jacques Rigaut, Écrits, Paris, Gallimard, 1970, 288 p. (ISBN 2-07-027327-X)Édition établie et présentée par Martin Kay
- Et puis merde !, Paul Chadourne – Pierre Drieu la Rochelle - Jacques Rigaut, Les Libraires Entre Les Lignes, 1998, Paris.

- Le jour se lève, ça vous apprendra, Éditions Cent Pages, Coll. Cosaques, 2009. Deuxième édition avec une introduction de Jean-Luc Bitton 2022.
- Lord Patchogue, Editions du chemin de fer, postface de J.-L. Bitton, illustrations de Frédéric Malette, 2011.
- Agence Générale du Suicide, suivi de Lord Patchogue, Je serai sérieux comme le plaisir, Roman d'un jeune homme pauvre, Pensées et aphorismes. Voix d'encre, 2015, Montélimar.